# Arielle Martin
Arielle Martin, née le 30 juillet 1985, à Cedar Hills (Utah), est une coureuse cycliste américaine, spécialiste du BMX.

## Biographie
Arielle Martin pratique le BMX dès l'âge de 5 ans et participe à des compétitions nationales à partir de ses 10 ans.
Lors des qualifications pour les jeux olympiques de Pékin en 2008, elle est la favorite parmi les américaines mais une chute lors des championnats du monde de 2008 lui fait perdre cette place et c'est sa compatriote Jill Kintner qui représente finalement les États-Unis.
En 2012, elle se qualifie pour les jeux olympiques de Londres, mais quelques jours avant elle est très gravement blessée lors d'un accident à l'entraînement et est forcée de renoncer à la compétition.
Elle prend sa retraite sportive en 2013 et se reconvertit en entraîneuse de BMX.

## Palmarès

### Jeux panaméricains
- 2011 (Guadalajara (Mexique))
  -  Médaillé d'argent en BMX féminin

### Championnats du monde
- Adélaïde 2009
  -  Médaillée de bronze du championnat du monde de BMX

### Coupe du monde
- 2008 : 1re
- 2009 : 3e
- 2010 : 6e
- 2011 : 5e
- 2013 : 2e